# Étoile noire de Strasbourg
Étoile noire de Strasbourg (Černá hvězda Štrasburk) je štrasburský hokejový klub hrající druhou nejvyšší francouzskou ligu Divize 1. Vznikl v roce 2000 a v letech 2006–2019 hrál v nejvyšší lize Ligue Magnus. V letech 2017–2024 za klub hrál český útočník Michal Důras, od roku 2018 byl jeho kapitánem. Po ukončení hráčské kariéry se stal tamním asistentem trenéra.
Černá hvězda hraje v aréně Iceberg, která má kapacitu 1 250 míst. Klubovými barvami jsou černá, žlutá a bílá.